# باحة أمام السقفية
الباحة أمام السقفية، أو ما قبل السقف (بالإنجليزية: Pretectal area)‏، عبارة عن بنية دماغية متوسطة تتكون من سبعة نوى وتشكل جزءًا من النظام البصري تحت القشري. من خلال الإسقاطات الثنائية المتبادلة من الشبكية، تشارك بشكل أساسي في التوسط في الاستجابات السلوكية للتغيرات الحادة في الإضاءة المحيطة مثل رد فعل حدقة العين، ورد الفعل البصري الحركي، والتغييرات المؤقتة في الإيقاع. بالإضافة إلى دور المنطقة أمام السقفية في النظام البصري، وجد أن نواة المنطقة أمام السقفية الأمامية تتوسط المعلومات الجسدية والاحساس بالألم.

## الموقع والبنية
أمام السقفية هي مجموعة ثنائية الاتجاه من النوى المترابطة للغاية والموجودة بالقرب من تقاطع الدماغ المتوسط والدماغ الأمامي. تصنف أمام السقفية بشكل عام على أنها بنية دماغية متوسطة، على الرغم من أنها بسبب قربها من الدماغ الأمامي، تُصنف أحيانًا على أنها جزء من المهاد الخلفي (الدماغ الأمامي). في الفقاريات، تقع الباحة أمام السقفية مباشرة أمام الأكيمة العلوية وخلف المهاد. تقع فوق المادة الرمادية حول قناة الدماغ ونواة الصوار الخلفية.
حُددت العديد من النوى داخل الباحة أمام السقفية، على الرغم من صعوبة تحديد حدودها وكان هناك جدل حول المناطق التي يجب تضمينها وأسمائها الدقيقة. النوى الخمسة الأساسية هي: النواة الزيتونية امام السقف، نواة السبيل البصري، النواة أَمامَ السقف الامامية، الوسطى والخلفية. تتكون نواة السبيل البصري من خلايا كبيرة نسبيا وتقع بين الأكيمة العلوية. تقع النواة الزيتونية وسط نواة السبيل البصري ولها ذيل يمتد بين نواة السبيل البصري والنواة أَمامَ السقف الخلفية، وهو بطني إلى النواة الزيتونية. كما أُضيفت نواتان إضافيتان: المحددة الخلفية وامام السقف الصوارية. في حين لم تُفحص هاتين المنطقتين بنفس الدرجة التي فُحصت بها النوى الخمسة الأساسية، فقد أظهرت الأبحاث أن كل من المحددة الخلفية وامام السقف الصوارية تستقبل مدخلات شبكية، مما يوحي بدورها في معالجة المعلومات البصرية.

### المدخلات
تتلقى أمام السقفية مدخلات الرؤية الثنائية المهمة من الخلايا العقدية الحساسة للضوء في شبكية العين. لدى الرئيسيات تكون هذه التوصيلات ثنائية الجانبين بينما تبرز لدى القوارض من شبكية العين الجانبية المعاكسة. تذهب معظم هذه الإسقاطات الشبكية أمام السقفية إلى نواحي النواة الزيتونية امام السقف ونواة السبيل البصري بينما تتلقى نوى أمام السقفية الأخرى مدخلات شبكية بسيطة في الثدييات بما في ذلك النوى الخلفية والوسطى والامامية أمام السقفية.
تتلقى نواة السبيل البصري مدخلات من عدة مناطق. تتلقى نواة السبيل البصري من المهاد إسقاطات تثبيطية من الخلايا العصبية المنتجة للحمض الغابا في النواة الركبية الجانبية ذات الجانب نفسه ووريقات الركبية الجانبية الثنائية. يسقط كل من النواة فوق التصالبة ذات الجانب نفسه والنوى الطرفية الإنسي والظهري والجانبي في الدماغ المتوسط على نواة السبيل البصري. كما تسقط ألياف على نواة السبيل البصري من النواة المسؤولة تحت اللسان في النخاع المستطيل ومن نواة السبيل البصري الجانبية ومن مناطق قشرية مختلفة.
المخرجات
تتشاطر العديد من نوى أمام السقفية أهداف الإسقاطات الصادرة. تتجه جميع نوى أمام السقفية، باستثناء النواة الزيتونية امام السقف، إلى نوى في المهاد، تحت المهاد، الأكيمة العلوية، التشكل الشبكي، الجسر، والنواة الزيتونية السفلية [الإنجليزية]. كلا من النواة أمام السقفية والمنطقة امام السقف الصوارية لها إسقاطات صادرة إلى نواة إيدنغر–ويستفال. كل من النواة أمام السقفية الخلفية والنواة أمام السقفية الإمامية تتجهان إلى وسادة المهاد، النواة الخلفية الجانبية للمهاد، والعديد من نوى ما قبل المخيخ.
تمتلك نواة السبيل البصري إسقاطات صادرة إلى المنطقة العائرة في تحت المهاد، والعديد من نوى الجسر والنخاع، نوى المهاد داخل الصفائح، الدماغ المتوسط، والنوى الظهرية والبطنية للمهاد. تشمل إسقاطاتها المثبطة الثنائية على النظام البصري الإضافي اتصالات بالنوى الطرفية الجانبية والوسطى. تتجه الإسقاطات إلى تحت المهاد نحو النواة الركبية الجانبية ووسادة المهاد [الإنجليزية]. تبرز نواة السبيل البصري ثنائيا إلى الأكيمة العلوية، على الرغم من أن الوصلات نفسها على الجانب نفسه يبدو أنها أكثر سيطرة. بالإضافة إلى هذه الإسقاطات، تتجه نواة السبيل البصري إلى نوى الجهاز الدهليزي والدهليزي المخيخي.

## الوظيفة
كجزء من النظام البصري تحت القشري، تستجيب الخلايا العصبية داخل النوى أمام السقفية لتفاوت شدة الإضاءة وتشارك بشكل أساسي في الوساطة بالاستجابات السلوكية غير الواعية للتغيرات الحادة في الضوء. بشكل عام، تتضمن هذه الاستجابات بدء ردود الفعل البصرية الحركية، على الرغم من أن المنطقة أمام السقفية يمكنها أيضًا تنظيم الشعور بالألم ونوم حركة العين السريعة.

### منعكس الحدقة للضوء

تضيق الحدقة الذي ينتج عن منعكس ضوء البؤبؤ بواسطة نوى الزيتوني وامام السقفية الخلفي.

يعنى انعكاس الحدقة تجاه الضوء بواسطة أمام السقفية.هذه الاستجابة مسؤولة عن انقباض البؤبؤ عند دخول الضوء إلى العين. تتلقي عدة نوى أمام السقفية، ولا سيما النواة الزيتونية امام السقف، معلومات الإضاءة من الجانب نفسه لشبكتي العينين عبر السبيل البصري. ومن المعروف أن النواة الزيتونية امام السقف تزداد تفعيلها تدريجياً استجابة لمستويات الإضاءة المتزايدة. ثم تُنقل هذه المعلومات مباشرة إلى نواة إيدنغر–ويستفال، والتي تشرع بعد ذلك في نقل الأمر بتضييق الحدقة إلى العاصرة القزحية عبر العقدة الهدبية.

### حركة التتبع السلس
النوى أمام السقفية، وبشكل خاص نواة السبيل البصري، تلعب دورًا في تنسيق حركات العين أثناء المتابعة السلسة. تسمح هذه الحركات للعين بتتبع كائن متحرك عن كثب وللحاق بكائن بعد تغيير غير متوقع في الاتجاه أو السرعة. توفر الخلايا العصبية الشبكية الحساسة للاتجاه داخل نواة السبيل البصري معلومات عن خطأ شبكي أفقي متجه نحو نفسه إلى القشرة الدماغية عبر النواة الزيتونية السفلية. خلال النهار، تُستشعر هذه المعلومات وتُنقل بواسطة الخلايا العصبية التي لها حقول مستقبلة كبيرة، بينما تفعل الخلايا العصبية مُجاور للنقرة [الإنجليزية] ذات الحقول المستقبلة الصغيرة ذلك في الظلام. ومن خلال هذا المسار، تستطيع نواة السبيل البصري توفير معلومات عن خطأ الشبكية لتوجيه حركات العين. بالإضافة إلى دورها في الحفاظ على المتابعة السلسة، تتنشط أمام السقفية أثناء الحركة النصية البصرية حيث تعود العين إلى موضع مركزي للأمام بعد خروج الجسم الذي كانت تتابعه عن مجال الرؤية.

### منعكس التكيف
يرتبط جزء من المنطقة أمام السقفية، وتحديدًا نواة السبيل البصري والنواة أمام السقف الخلفية، بمنعكس التكيف الذي تحافظ من خلاله العين على التركيز. تصل المعلومات الحسية العميقة من الشبكية إلى المنطقة أمام السقفية عبر العصب المحرك للعين والعصب ثلاثي التوائم. ومن تلك النقطة، تكون آلية الحفاظ على تركيز العين من خلال انقباضات عضلية للشبكية مشابهة لتلك الخاصة بمنعكس الحدقة تجاه الضوء.

### منع الاحساس بالألم
تشارك النواة أمام السقف الأمامية في تقليل إدراك محفزات الألم بشكل فعال (منع الاحساس بالألم). على الرغم من عدم معرفة الآلية التي تُغير بها النواة أمام السقف الأمامية استجابة الكائن الحي للمحفزات المؤلمة تمامًا، إلا أن الأبحاث أظهرت أن النشاط في الجزء البطني من النواة أمام السقف الأمامية تُحفز الخلايا العصبية الكولينية والسيروتونينية. تعمل هذه الخلايا العصبية على تنشيط المسارات التنازلية التي تتشابك في النخاع الشوكي وتثبط الخلايا المؤلمة في العمود الرمادي الخلفي.
بالإضافة إلى آلية منع الاحساس بالألم المباشرة الخاصة به، ترتبط النواة أمام السقف الأمامية بمناطق الدماغ التي تنظم إدراك المنبهات المؤلمة، وذلك من خلال اتصالاتها بقشرة الحس الجسدية. منطقتان من المناطق التي يُعرف أن النواة أمام السقف الأمامية ترتبط بها هما المنطقة العائرة ونواة المهاد الخلفية. وقد تتخصص مناطق معينة من النواة أمام السقف الأمامية في الاستجابة لأنواع مختلفة من الألم. حيث وجدت الأبحاث أن الجزء الظهري من النواة أمام السقف الأمامية هي الأفضل في تقليل إدراك الألم الشديد بينما يقلل الجزء البطني من إدراك الألم المزمن. بسبب دورها في تقليل الألم المزمن، يُعتقد أن النشاط غير الطبيعي للنواة أمام السقف الأمامية يرتبط بمتلازمة الألم المركزي.

### نوم حركة العين السريعة
قد تلعب عدة نوى أمام السقفية دورًا في تنظيم نوم حركة العين السريعة (الريم) وأنماط النوم الأخرى. وقد أظهرت الأبحاث أنَّ أمام السقفية، إلى جانب الأكيمة العلوية، قد تكون مسؤولة عن إحداث تغييرات لا تتبع الإيقاع الطبيعي في أنماط نوم حركة العين السريعة. وتبين الدراسات أنَّ نوى أمام السقفية التي تتلقى مدخلات من الشبكية، وخاصة نواة السبيل البصري والنواة أمام السقف الخلفية، تلعب دورًا جزئيًا في بدء نوم حركة العين السريعة عند جرذان المختبر [الإنجليزية]. ويعزز هذا الاكتشاف فرضية أنَّ أمام السقفية تشارك في تنظيم نوم حركة العين السريعة، وذلك بوجود إشارات عصبية تتجه من نوى أمام السقفية إلى عدة نوى مهادية تشارك في تنشيط القشرة الدماغية أثناء نوم حركة العين السريعة، تحديدًا الإشارة العصبية المتجهة إلى نواة فوق التصالبة، وهي جزء من آلية تنظيم نوم حركة العين السريعة المعروفة.

## أنظر أيضا
- العصب الحركي
- الدماغ المتوسط
- قائمة مناطق الدماغ البشري
- سقف الدماغ المتوسط
- السقيفة